# آلما دنهورا
آلما دنهورا (مندایی: ࡀࡋࡌࡀ ࡖࡍࡄࡅࡓࡀ) یا عالم نورانی بالاترین مرتبه هستی در کیهان‌شناسی مندایی است. بر اساس آموزه‌های این دین گنوسی، جهان از سه مرتبه تشکیل شده که آلما دنهورا در رفیع‌ترین مرتبهٔ آن واقع است. عالم میانی مطراثا نام دارد و جهان زیرین در اساطیر مندایی، سینیاویس (یا آلما دهشوکا) نام دارد. آلما دنهورا جایگاه خدا و موجودات اثیری الهی است.

## اساطیر شناسی
دین مندایی یک دین گنوسی و برپایه اصل ثنویت است. تفکیک کامل جهان خوبی و بدی و جدا بودن عالم انسانی که حدی میان این دو است در تفکر دینی وجود دارد. جهان امروزی که در عالم مطراثا واقع است در حوادث مربوط به پایان جهان از هم می‌پاشد و تفکیک کامل نور و ظلمت برقرار می‌شود. آلمادنهورا برابر سرزمین روشنی در دین مانوی و قلمرو ازلی نیکی در تفکر زرتشتی است.

## مراتب عالم نور
این جهان نورانی یک جهان تو در تو می‌باشد. برپایه آموزه‌های اساطیری مندائیان این عالم از ۳۶۰ مجموعه تو در تو تشکیل شده‌است که هر مجموعه به نوبه خود ۳۶۰ مجموعه دیگر دارد و هریک از آن‌ها هم به همین صورت. آلما دنهورا همچنین پیش از هر چیز به سه‌پایه اصلی تقسیم می‌شود. بر فراز آن پایه اشخنتا قرار دارد که عالی‌ترین و ممتازترین مکان عالم هستی شمرده می‌شود که هیی خدای دینی مندائی در آنجاست. مرتبه بعدی امشونی کشطاست و اواثر نیز در پائین‌تر از این دو قرار دارد.

## جایگاه روان انسان
بر اساس آموزه‌های مندایی نفس واقعی انسان نَشَمتا (مندایی: ࡍࡉࡔࡉࡌࡕࡀ) نام دارد و جایگاه اصلی‌اش در عالم نور است. این مفهوم برابر فَرَوَشی در دین زرتشتی است. روحانیون بلندپایه مندائی اگرچه در عالم نور نبوده و در زمین یعنی عالم مطراثا بسر می‌برند ولی باید از پیوند و وابستگی به عالم خاک برکنار بوده و به آلما دنهورا در پیوند باشد. هنگامی که فردی می‌میرد اگر انسانی نیک بوده‌ باشد و نشمتای وی به پلیدی‌ها آلوده نشده‌ باشد اجازه ورود به آلمادنهورا را می‌یابد و از این رو این عالم نور در دین مندایی حکم بهشت و جایگاه ابدی درگذشتگان نیک را دارد.